# Сейландия (футбольный клуб)
«Сейла́ндия» (порт. Ceilândia Esporte Clube) — бразильский футбольный клуб из одноимённого административного региона на западе Федерального округа.

## История
Клуб основан 27 марта 1978 года, домашние матчи проводит на стадионе «Абадьян», вмещающем 5 тыс. зрителей. Главным достижением «Сейландии» является победа в чемпионате федерального округа, в 2010 году, этот успех дал право клубу выступить в Серии D Бразилии в 2010 году и в Кубке Бразилии в 2011 году. В 2018 и 2022 годах клуб вновь выступал в Серии D.

## Достижения
- Чемпион Федерального округа (2): 2010, 2012
- Вице-чемпион Федерального округа (1): 2005